# Chiara Schoras
Chiara Schoras (Elmshorn, 26 settembre 1975) è un'attrice tedesca, attiva in campo cinematografico, teatrale e - soprattutto - televisivo.

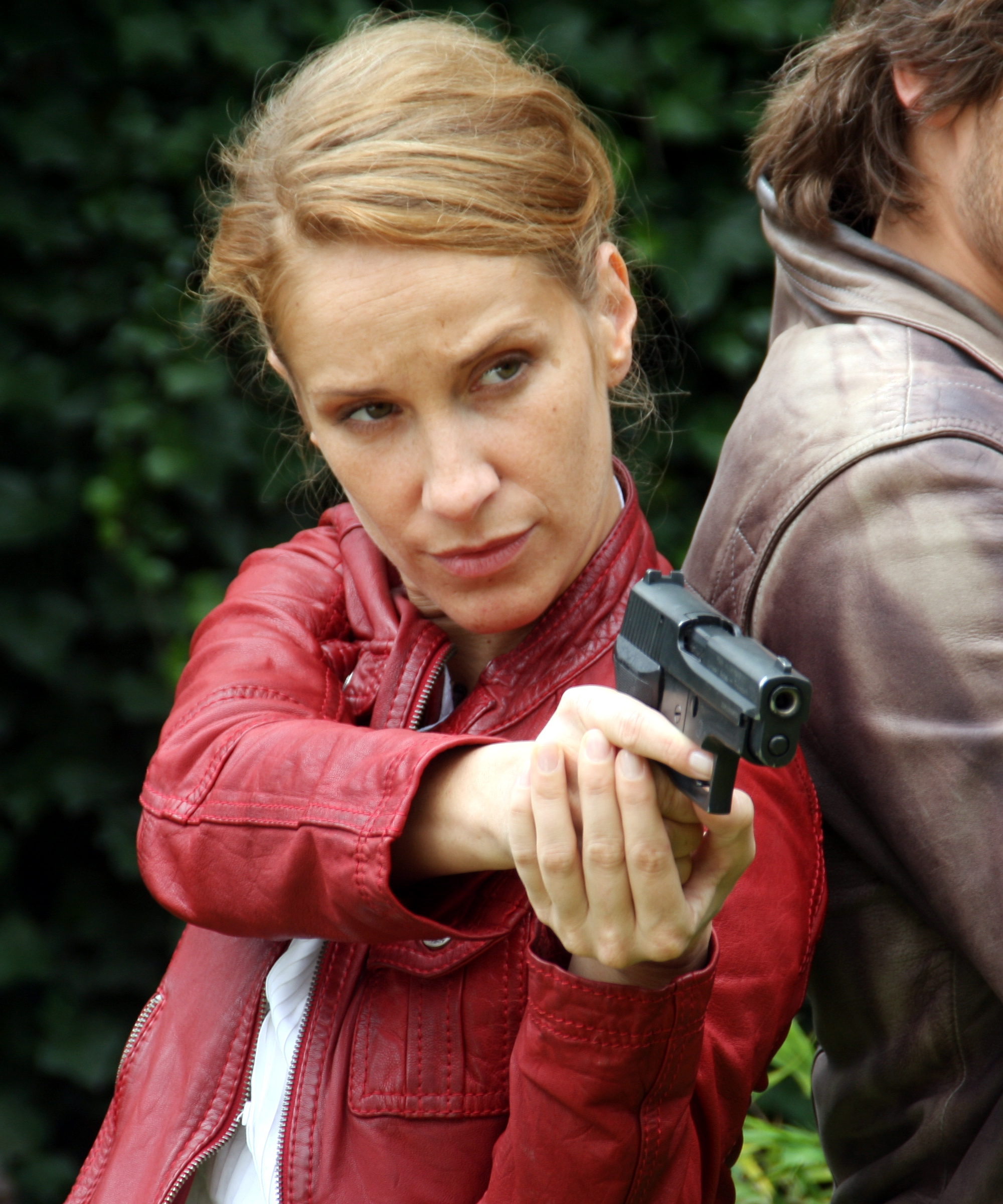
Chiara Schoras sul set della serie televisiva Countdown (Countdown - Die Jagd beginnt)

Complessivamente - tra cinema e televisione - è apparsa in oltre una quarantina di differenti produzioni, a partire dalla fine degli anni novanta. Tra i suoi ruoli principali, figurano quello di Alicia Kanz nella miniserie televisiva Alicia! (2002), quello di Chiara nel film Vaya con Dios (2002), quello del commissario Leonie "Leo" Bongartz nella serie televisiva Countdown (Countdown - Die Jagd beginnt, 2007-2010). e quello del commissario Sonja Schwarz nella serie Der Bozen-Krimi.
È soprannominata "Olivia", come la fidanzata di Braccio di Ferro, per il fatto di essere magra di costituzione.

## Biografia

### Vita privata
È stata legata sentimentalmente al conduttore televisivo Nils Bokelberg, dal quale ha avuto una bambina.
Vive tra Italia (Paese di origine della madre) e Germania.

## Filmografia

### Cinema
- Romantic Fighter (1999) -
- Falling Rocks (2000)
- Honolulu (2001) - Nadja
- Hollywood Confidential (2001)
- Giravolte (2001)
- Vaya con Dios (2002)
- Nichts als Gespenster (2006)
- Capri You Love? (2007)
- Ruby Red (Rubinrot) (2013)

### Televisione
- First Love - Die große Liebe - serie TV (1997)
- Alphateam - Die Lebensretter im OP - serie TV (1997)
- Große Freiheit - serie TV, 1 episodio (1997)
- Amiche nemiche - serie TV, 22 episodi (1997-1998)
- Einfach Klasse! - miniserie TV (1998)
- Picknick im Schnee - film TV (1999)
- Racheengel - Stimme aus dem Dunkeln - film TV (1999)
- Die Millennium-Katastrophe - Computer-Crash 2000 - film TV (1999)
- Neonnächte - Der U-Bahn-Schlitzer - film TV (2000)
- Stan Becker - Ein Mann, ein Wort - film TV (2000)
- Tödliche Wildnis - Sie waren jung und mussten sterben - film TV (2000)
- Das Geheimnis meiner Mutter - film TV (2002)
- Alicia! - miniserie TV (2002) - Alicia Kanz
- Die Eltern der Braut - fim TV (2003) - Sandra
- Nachts, wenn der Tag beginnt - film TV (2003)
- Rosa Roth - serie TV, 1 episodio (2003)
- Was Sie schon immer über Singles wissen wollten - film TV (2005)
- Tatort - serie TV, 1 episodio (2005)
- Das Glück klopft an die Tür - film TV (2006)
- Meine Tochter, mein Leben - film TV (2007)
- Im Namen des Gesetzes - serie TV, 1 episodio (2007)
- Fast ein Volltreffer - film TV (2007)
- Die Spezialisten: Kripo Rhein-Main - serie TV, 1 episodio (2007)
- Deadline - Jede Sekunde zählt - serie TV, 1 episodio (2008)
- Der Hochzeitswalzer - film TV (2008)
- Tatort - serie TV, 1 episodio (2009)
- Kommissar LaBréa - Tod an der Bastille - film TV (2009)
- Licht aus! Sketch an! - serie TV (2009)
- Tulpen aus Amsterdam - film TV (2010) - Lilli Lechner
- Countdown (Countdown - Die Jagd beginnt) - serie TV (2010-2012)
- BlitzBlank - film TV (2013)
- Danni Lowinski - serie TV, 1 episodio (2013)
- Ein Sommer in Portugal - film TV (2013)
- Der Bozen-Krimi - serie TV, 16+ episodi (2015-...)

## Premi e riconoscimenti
- 2002: Bayerischer Filmpreis come miglior attrice emergente per il ruolo di Chiara nel film Vaya con Dios[3][10]

## Doppiatrici italiane
- Barbara De Bortoli in Amiche nemiche[11]
- Selvaggia Quattrini in Countdown[5][12]